# Хайко Вестерман
Хайко Вестерман (на немски: Salif Alassane Diao) е немски професионален футболист, ляв защитник. Той е играч на Хамбургер ШФ. Висок е 190 см.
Вестерман започва професионална си кариера в Гройтер Фюрт. След това преминава в Арминя Билефелд. През 2007 г. Вестерман е трансфериран в Шалке. Дебютира за Германия през февруари 2008 г.
Универсален играч, който може да играе и като дефанзивен халф.